# Hurling
Hurling (på irsk, iománaíocht eller iomáint) er en udendørs holdsport som spilles med en stav og en bold. Der findes også et lignende spil for damer, der kaldes camogie.
Formålet med spillet er at spillerne bruger en økseformet stav af træ kaldt en hurley (på irsk a camán, udtalt "kam-awn"), eller en hurl til at skyde en lille hård læderbold, kaldet en sliotar mellem modstanderens målstolper, enten over overliggeren for 1 point, eller under overliggeren i målet, som forsvares af en målmand for et mål (giver 3 point).
Spillet må ikke forveksles med kornisk hurling, der tidligere var udbredt i Cornwall, og i dag fortsat spilles ved særlige lejligheder nogle få steder i landsdelen. Dette spil er meget anderledes, spilles med en sølvkugle og uden stave.